# Seycellesa braueri
Genre
Synonymes
- Robertia Saaristo, 2006 nec Boonstra,1948

Espèce
Synonymes
- Theridion braueri Simon, 1898
- Robertia braueri (Simon, 1898)
- Theridion purifum Roberts, 1978

Statut de conservation UICN

 EN B1ab(iii)+2ab(iii) : En danger
Seycellesa braueri, unique représentant du genre Seycellesa, est une espèce d'araignées aranéomorphes de la famille des Theridiidae.

## Distribution
Cette espèce est endémique des Seychelles. Elle se rencontre sur Mahé et Silhouette.

## Étymologie
Cette espèce est nommée en l'honneur d'August Brauer.

## Publications originales
- Simon, 1898 : Études arachnologiques. 29e Mémoire. XLVI. Arachnides recueillis en 1895 par M. le Dr A. Brauer (de l'Université de Marburg) aux îles Séchelles. Annales de la Société Entomologique de France, vol. 66, p. 370-388 (texte intégral).
- Koçak & Kemal, 2008 : New synonyms and replacement names in the genus group taxa of Araneida. Centre for Entomological Studies Miscellaneous Papers, n. 139-140, p. 1-4 (texte intégral).
- Saaristo, 2006 : Theridiid or cobweb spiders of the granitic Seychelles islands (Araneae, Theridiidae). Phelsuma, vol. 14, p. 49-89.